# HD 69879
HD 69879，又名CD-29 5897，SAO 175543、HR 3261，是一颗恒星，视星等为6.45，位于銀經249.2，銀緯3.22，其B1900.0坐标为赤經8h 13m 54.2s，赤緯-29° 3.22′ 33″。